# Mark DeSaulnier
Mark James DeSaulnier (Lowell, 31 marzo 1952) è un politico statunitense, membro della Camera dei Rappresentanti per lo stato della California dal 2015.

## Biografia
Nato nel Massachusetts, DeSaulnier si trasferì da adulto in California, dove intraprese l'attività di ristoratore. Entrato in politica con il Partito Repubblicano, nel 1991 venne eletto all'interno del consiglio comunale di Concord e nel 1993 divenne sindaco della città.
Nel 1994 venne nominato membro del consiglio dei supervisori della contea di Contra Costa dall'allora governatore della California Pete Wilson. DeSaulnier vi rimase fino al 2006, ma nel 2000 cambiò schieramento politico aderendo al Partito Democratico.
Nel 2005 venne eletto all'interno dell'Assemblea di stato della California e due anni dopo venne eletto all'interno del Senato di stato, dove rimase fino al 2014. In quell'anno infatti si candidò alla Camera dei Rappresentanti per il seggio lasciato da George Miller e riuscì ad essere eletto deputato.